# Valerian Osinski

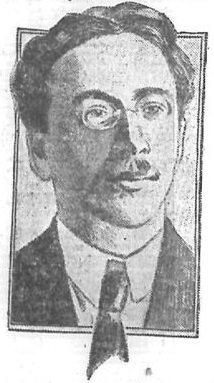
Esboço inspirado na aparência facial real de Osinski.

Nikolai Valerian Osinski Obolenski (1887-1938)
revolucionário russo e dirigente econômico da URSS.
Primeiro presidente do Conselho Superior de Economia  Nacional - Vesenkha (1918-1920). Participou das oposições dentro do partido comunista soviético à burocratização e a Stálin, assinando a Declaração dos 46 em 1923, redigida por Preobrajensky  (que posteriormente dará origem a Oposição de Esquerda em 1924, liderada por Trotski). 
Foi morto no último grande expurgo dos Processos de Moscou, juntamente com Bukharin e Rykov.